# Leptoceratops
 (octobre 2024).
Genre
Leptoceratops est un genre éteint de dinosaures cératopsiens primitifs qui vivait au Crétacé supérieur en Amérique du Nord occidentale. On en a retrouvé des crânes dans l'Alberta, au Canada et au Wyoming. Il pouvait probablement se tenir droit et courir sur ses pattes de derrière. Leptoceratops mesurait environ 2 mètres de long et pouvait peser de 68 à 200 kilos.

## Classification

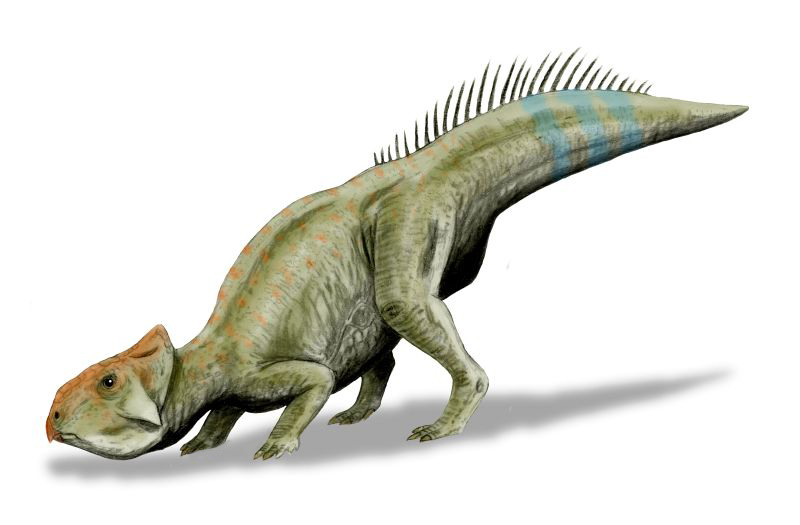
Reconstruction de Leptoceratops gracilis.

Leptoceratops appartient aux Ceratopsia (nom grec qui signifie « face cornue »), un groupe de dinosaures herbivores à bec de perroquet qui ont prospéré pendant le crétacé en Amérique du Nord et en Asie, et qui s'est éteint il y a 66 million d'années. Tous les cératopsiens ont disparu à la fin de cette époque.

## Régime alimentaire
Comme tous les cératopsiens, Leptoceratops était herbivore. Au Crétacé, les plantes à fleurs étaient « géographiquement limitées dans le paysage », c'est pourquoi il est probable que ce dinosaure se nourrissait des plantes qui prédominaient à l'époque : fougères, cycadées et conifères. Il aurait utilisé son bec pointu cératopsien pour saisir les feuilles ou les aiguilles.